# William-Henry Blaauw
Pour les articles homonymes, voir Blaauw.
William-Henry Blaauw, né en 1793 et mort en 1870, est antiquaire anglais.

## Biographie
William-Henry Blaauw naît en 1793.
Tout en remplissant les fonctions de grand schérif du comté de Sussex, il s'adonne aux études d'histoire et d'archéologie, et outre divers travaux publiés dans les Mémoires de la Société des Antiquaires de Londres, on lui doit un ouvrage estimé sur la révolte de Simon de Montfort, comte de Leicester, intitulé La Guerre des Barons (Londres, 1844, in-8).
Mort le 26 avril 1870 à Beechland, il est inhumé le 3 mai.